# بيفرلي أليت
بيفيرلي غيل أليت (بالإنجليزية: Beverley Gail Allitt)‏ (ولدت 4 أكتوبر 1968) هي قاتلة متسلسلة إنجليزية أدينت بقتل أربعة أطفال، ومحاولة قتل ثلاثة أطفال آخرين، والتسبب في أذى جسدي خطير لستة أطفال آخرين. ارتكبت الجرائم على مدى فترة 59 يوما بين فبراير وأبريل 1991 في جناح الأطفال في مستشفى غرانثام وكيستيفين الواقع في مقاطعة لينكونشير حيث كانت تعمل كممرضة فيه.